# Dąbrowa Tarnowska

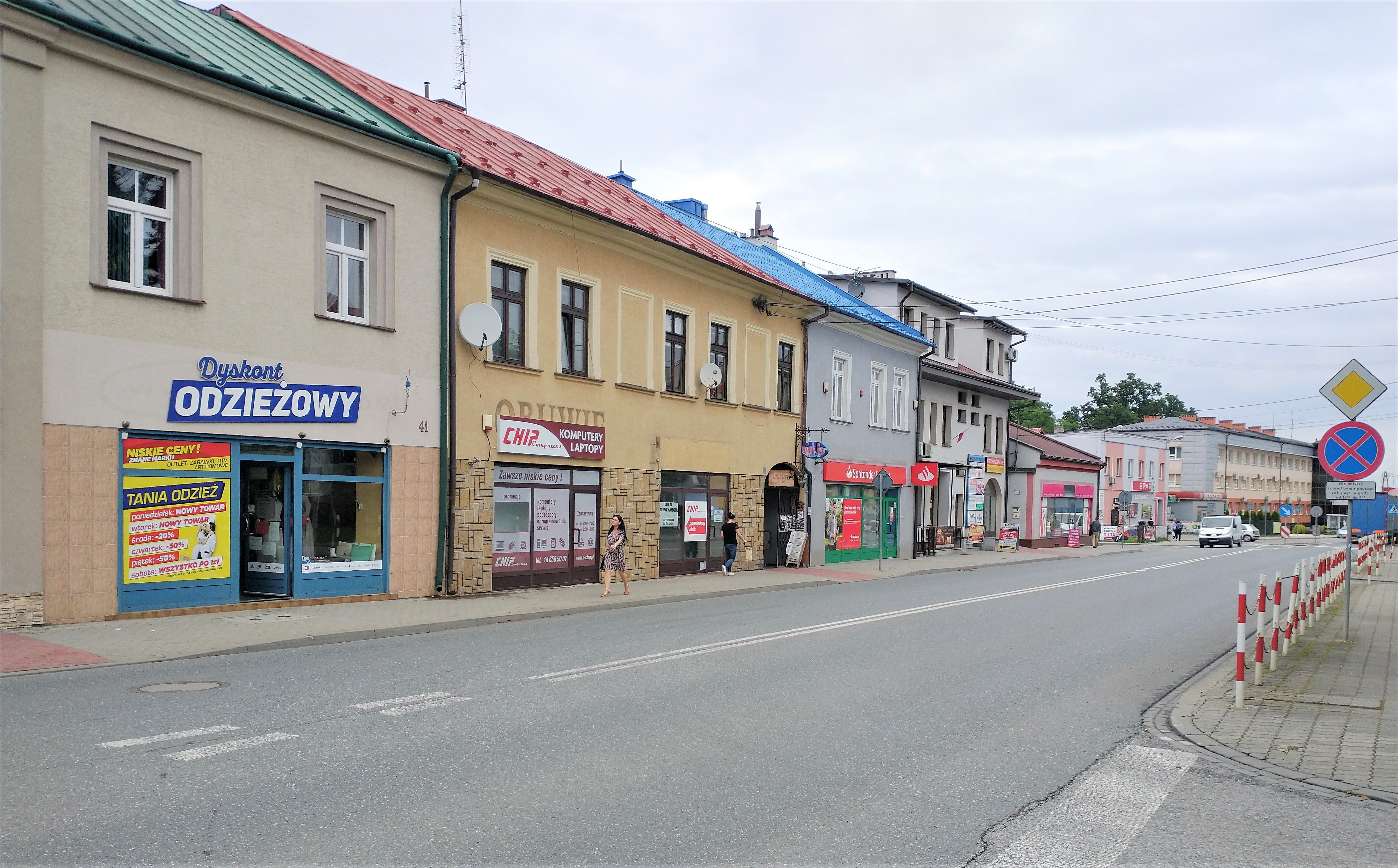
Straße in Dąbrowa Tarnowska

Dąbrowa Tarnowska [dɔmˈbrɔva tarˈnɔfska] ist eine polnische Stadt im Powiat Dąbrowski der Woiwodschaft Kleinpolen. Sie ist Sitz des Powiats und der gleichnamigen Stadt-und-Land-Gemeinde mit etwas mehr als 21.000 Einwohnern.

## Geographie
Dąbrowa Tarnowska liegt etwa 20 Kilometer nördlich von Tarnów am Fluss Breń im Sandomierz-Becken.

## Geschichte
Nach neuesten Erkenntnissen stammt die erste schriftliche Erwähnung über eine Siedlung auf dem Gebiet des heutigen Dąbrowa Tarnowska nicht aus dem Jahr 1326, sondern aus dem Jahr 1422. In dem Zeitraum zwischen 1691 und 1693 erhielt Dąbrowa Tarnowska das Stadtrecht. Eine genaue Angabe ist nicht möglich, da keine Urkunde über diesen Akt mehr existiert. 1772 kam die Stadt bei der Ersten Polnischen Teilung zu Österreich. 1773 wurde die Stadt Sitz eines Distriktes. Dieser enthielt auch das wesentlich größere Tarnów, dies wurde dann 1775 mit einer Neuordnung geändert und Dąbrowa Tarnowska wurde Teil des Distriktes Tarnów. Nach einer weiteren Reform wurde die Stadt 1855 Sitz eines Kreises, dieser wurde 1867 wieder verändert, aber die Stadt blieb Sitz des neuen Landkreises. Der Anschluss an die Bahnstrecke Tarnów–Szczucin erfolgte 1906. Am 8. September 1939 wurde die Stadt von deutschen Truppen besetzt. Im Juli 1942 wurde in der Stadt ein jüdisches Getto eingerichtet, in dem etwa 2000 Juden waren, sie wurden später in das Vernichtungslager Belzec gebracht. Am 17. Januar 1945 erreichte die Rote Armee die Stadt. 1939 lebten 6117 Menschen in der Stadt, 1945 waren es 4520.
Von 1975 bis 1998 gehörte die Stadt zur Woiwodschaft Tarnów.

## Gemeinde
Die Gemeinde hat eine Flächenausdehnung etwa 113 km². Zur Stadt-und-Land-Gemeinde (gmina miejsko-wiejska) gehören die 12 Dörfer mit Schulzenämtern.

## Sehenswürdigkeiten
- Neue Synagoge, erbaut in den 1860er Jahren

## Persönlichkeiten
- Marian Kukiel (1885–1973), polnischer Generalmajor, Historiker sowie sozialer und politischer Aktivist
- Bogdan Musiał (* 1960), polnischer Historiker